# Saison 7 de Skam France
 (janvier 2021).
Chronologie
Saison 6 Saison 8
Cet article présente le guide des épisodes de la septième saison de la web-série française Skam France.
La saison sort en « temps réel » sur la plateforme web France.tv par France.tv Slash, en courtes séquences du 18 janvier 2021 au 19 mars 2021, et en épisodes complets entre le 22 janvier 2021 et le 19 mars 2021.Elle est également diffusée sur France 4 chaque semaine, du 23 janvier 2021 au 27 mars 2021, dans la nuit du vendredi au samedi en troisième partie de soirée.

## Synopsis de la saison
Cette saison est consacrée au personnage de Tiffany Prigent et au déni de grossesse de cette adolescente.

## Distribution

### Acteurs principaux
- Lucie Fagedet : Tiff
- Zoé Garcia : Anais
- Flavie Delangle : Lola Lecomte
- Ayumi Roux : Maya
- Louise Malek : Jo
- Sohan Pague : Max
- Khalil Ben Gharbia : Bilal
- Abdallah Charki : Redouane
- Charlie Loiselier : Louise
- Paul Scarfoglio : Basile Savary
- Daouda Keita : Aurélien

### Acteurs récurrents et invités
- Vahina Giocante : Céline Prigent, mère de Tiffany
- Louai El Amrousy : Zakaria Cherif
- Vincent Rialet : Mathéo
- Lisa Do Couto Teixeira : Judith, petite amie d'Aurélien
- Alexis Loret : Constantin Prigent, père de Tiffany
- Robin Migné : Arthur
- Léo Daudin : Yann Cazas
- Winona Guyon : Noée
- Olivia Côte : Infirmière du lycée
- Jocelyne Vignon : Béatrice
- Philippine Stindel : Emma Borgès
- Frankie Wallach : Sophie, assistante sociale
- Judith Siboni : Prof de maths
- Mounira Barbouch : Infirmière de l'hôpital
- Maka Sibidé : Maitre de stage
- Nicolas Lumbreras : Surveillant
- Régis Vallée : Dr Maury
- Alain Bouzigues : Proviseur
- Lola Heude : Puéricultrice
- Jennifer Bocquillon : Dr Richet
- Evelyne El Garby Klai : Mme Kasmi
- Ridvan Majku : Policier

## Équipe technique
- Créatrice : Julie Andem
- Réalisatrice : Shirley Monsarrat
- Adaptation : Cyril Tysz, Clémence Lebatteux, Karen Guillorel, Julien Capron
- Scénarios : Deborah Hassoun (Directrice de collection) Charlotte Vecchiet, Joël Nsita, Eleonore Gurrey, Jordan Raux[2]
- Post-production : Blackship - Jill Pardini (directrice de post-production)
- Montage : Tianès Montasser (cheffe monteuse superviseur), Charly Lemega (chef monteur), Flora Alfonsi (cheffe monteuse), Olivier Py (assistant monteur), Alicia Bonnet (stagiaire montage)
- Étalonnage : Gabriel Poirier
- Son : Antoine Rozan (Chef monteur son), Alain Gandit (Chef mixeur), Matthieu Dallaporta (Conformateur son)

## Liste des épisodes
1. Une autre vie[note 1]
2. Comme avant
3. Au pied du mur
4. Page blanche
5. La Famille
6. Un lien fort
7. La Peur au ventre
8. Choisir sa vie
9. Princesse en détresse
10. Le Village

### Épisode 1:Une autre vie
- France : 
  - 22 janvier 2021 à 18 h sur France.tv
  - 23 janvier 2021 à 0 h 50 sur France 4

### Épisode 2:Comme avant
- France : 
  - 29 janvier 2021 à 18 h sur France.tv
  - 30 janvier 2021 à 0 h 55 sur France 4

### Épisode 3:Au pied du mur
- France : 
  - 5 février 2021 à 18 h sur France.tv
  - 6 février 2021 à 1 h 5 sur France 4

### Épisode 4:Page blanche
- France : 
  - 12 février 2021 à 18 h sur France.tv
  - 13 février 2021 à 1 h 15 sur France 4

### Épisode 5:La Famille
- France : 
  - 19 février 2021 à 18 h sur France.tv
  - 20 février 2021 à 1 h 15 sur France 4

### Épisode 6:Un lien fort
- France : 
  - 26 février 2021 à 18 h sur France.tv
  - 27 février 2021 à 1 h 20 sur France 4

### Épisode 7:La Peur au ventre
- France : 
  - 28 février 2021 à 18 h sur France.tv
  - 6 mars 2021 à 1 h 25 sur France 4

### Épisode 8:Choisir sa vie
- France : 
  - 5 mars 2021 à 18 h sur France.tv
  - 13 mars 2021 à 1 h 15 sur France 4

### Épisode 9:Princesse en détresse
- France : 
  - 12 mars 2021 à 18 h sur France.tv
  - 20 mars 2021 à 1 h 10 sur France 4

### Épisode 10:Le Village
- France : 
  - 19 mars 2021 à 18 h sur France.tv
  - 27 mars 2021 à 3 h 10 sur France 4